# Heteroplacidium contumescens
Heteroplacidium contumescens är en lavart som först beskrevs av William Nylander och som fick sitt nu gällande namn av Breuss. 
Heteroplacidium contumescens ingår i släktet Heteroplacidium och familjen Verrucariaceae. Inga underarter finns listade i Catalogue of Life.